# Gustav Reinhardt

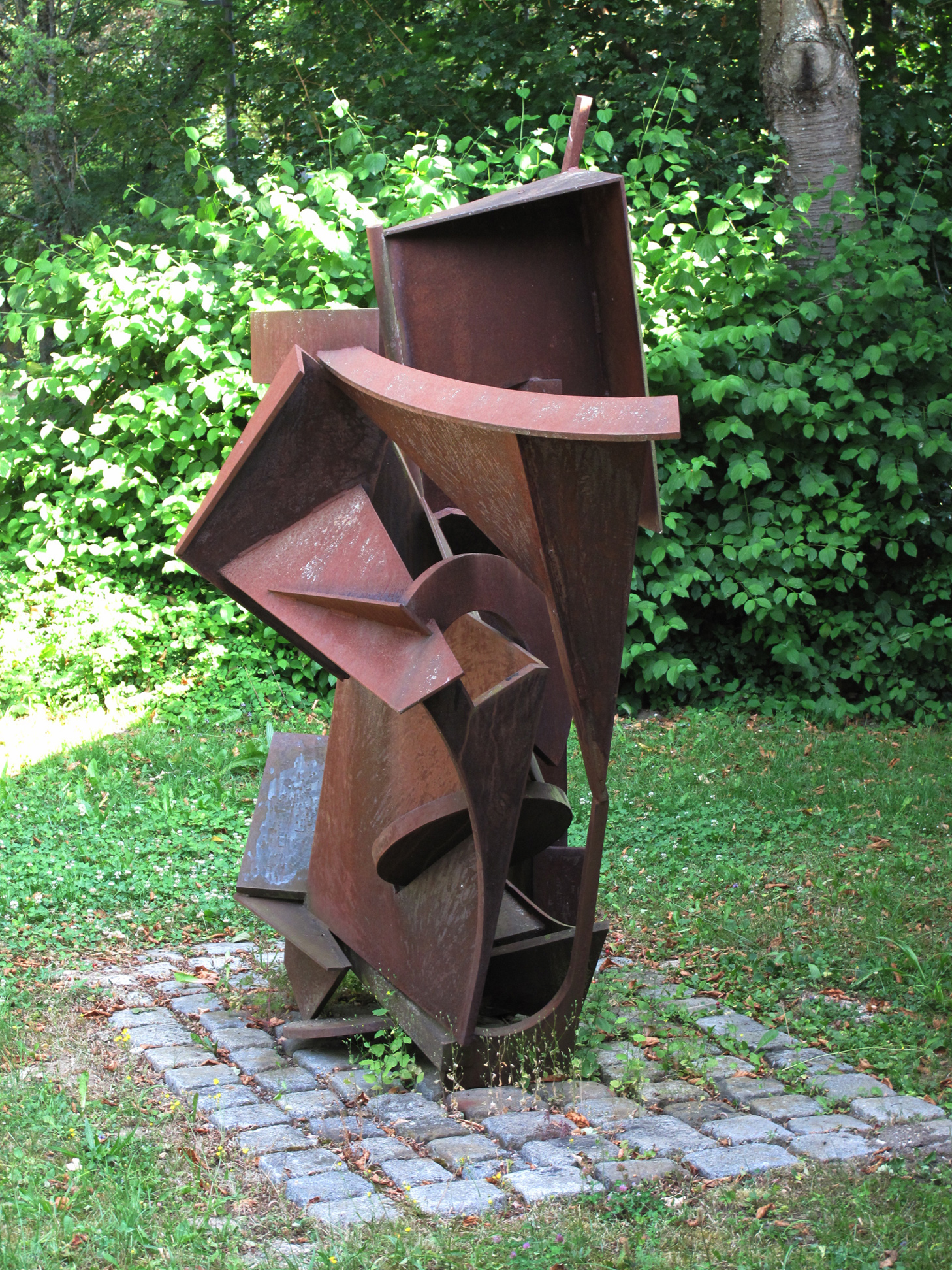
Machismo (1989) in Ulm

Gustav Reinhardt (* 1950 in Salzburg, Österreich) ist ein in Deutschland lebender Bildhauer.

## Leben und Werk
Reinhardt wurde in Salzburg geboren und wuchs in Korntal bei Stuttgart auf. Er erhielt eine Berufsausbildung bei Porsche in Stuttgart. Seit 1969 lebt er in Berlin, wo er Architektur an der Hochschule der Künste studierte. Von 1975 bis 1978 schuf er als Autodidakt Metallskulpturen. Ab 1979 studierte er Bildhauerei an der Hochschule der Künste Berlin bei den Professoren Phillip King, David Evison und Robert Kudielka. 1981 arbeitete er kurzzeitig im Atelier von Phillip King in London und hatte Kontakte mit Anthony Caro. Im Jahr 1982 war er Mitbegründer und Organisator der Künstlergruppe Odious mit seinen Mitstudenten Klaus Duschat, David Lee Thompson, Klaus H. Hartmann, Hartmut Stielow und Gisela von Bruchhausen. Diese sechs Künstler arbeiteten viele Jahre in einem gemeinsamen Atelier in Berlin und stellten gemeinsam als Künstlergruppe aus. 1984 studierte Reinhardt bei dem britischen Bildhauer David Evison.
Von 1985 bis 1990 war er Leiter der Bildhauerwerkstatt Berlin, in der ehemaligen Arnheimschen Tresorfabrik. 1992 organisierte er den Workshop Stahl '92 in Berlin, wo der britische Bildhauer Tim Scott die Leitung innehatte.
Der Künstler lebt und arbeitet in Berlin-Wannsee.

## Werke (Auswahl)
- 1981: Überschreitung und
- 1981/1982: Großer Samir, Skulpturenpark-Sammlung-Domnick-Nürtingen in Nürtingen
- 1983: Ohne Titel, Kunst-Landschaft Springhornhof in Neuenkirchen-Tewel
- 1984: Große Parabel, Landratsamt Ostalbkreis in Aalen
- 1984: Chiflado, Skulpturen im Schulzentrum Schölkegraben in Salzgitter (1989 angekauft)
- 1985: Be-Züge, Kunst-Landschaft Springhornhof in Neuenkirchen-Tewel (mit der Gruppe Odious)
- 1986: Serenity, Skulpturengarten AVK in Berlin
- ----: Gentildonna II, Haus der Kultur in Bonn
- 1989: Machismo, Skulpturenweg Kunstpfad Universität Ulm in Ulm
- 1993: Salto Mortale in Ulm

## Fotogalerie

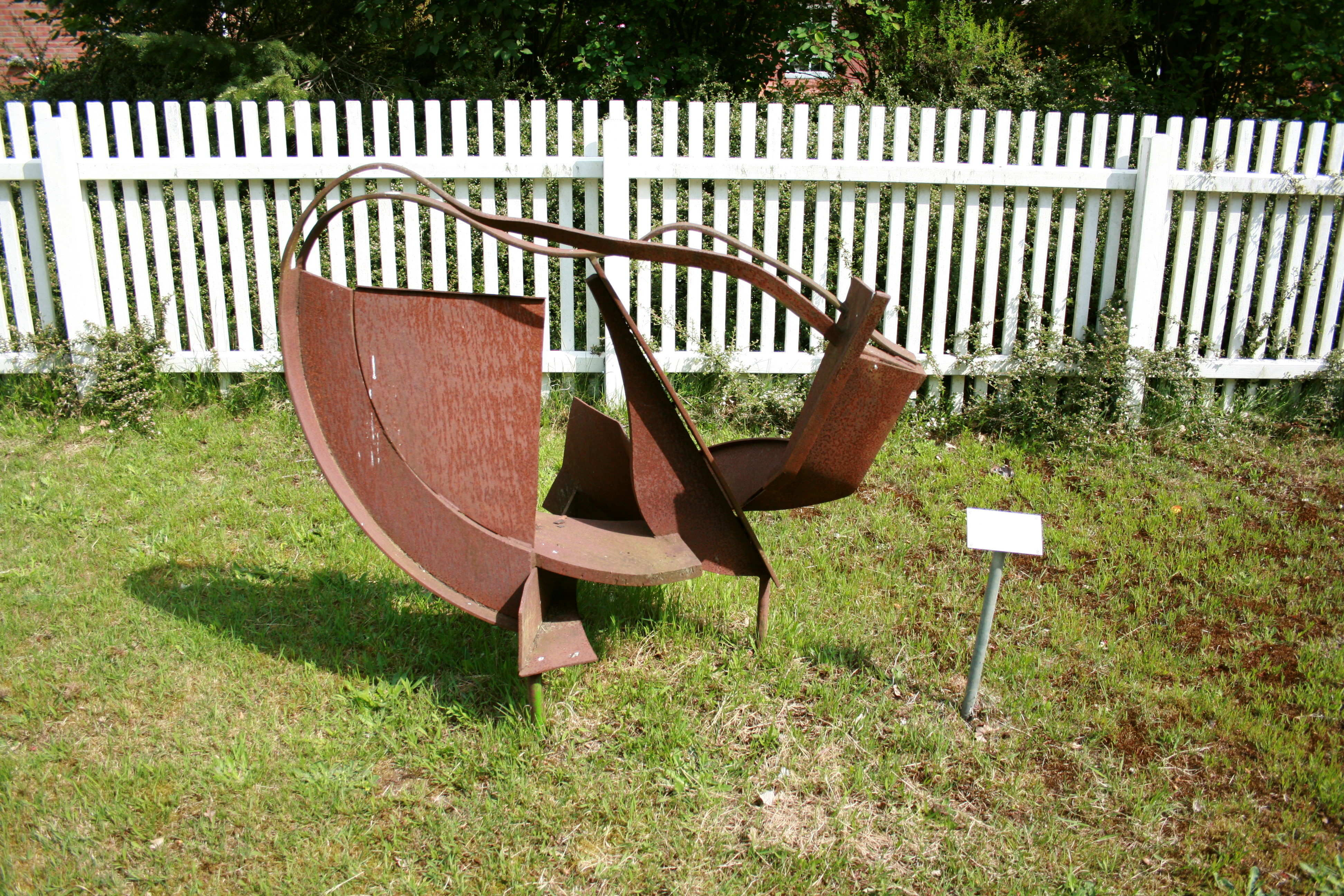
Ohne Titel (1983) in Neuenkirchen-Tewel
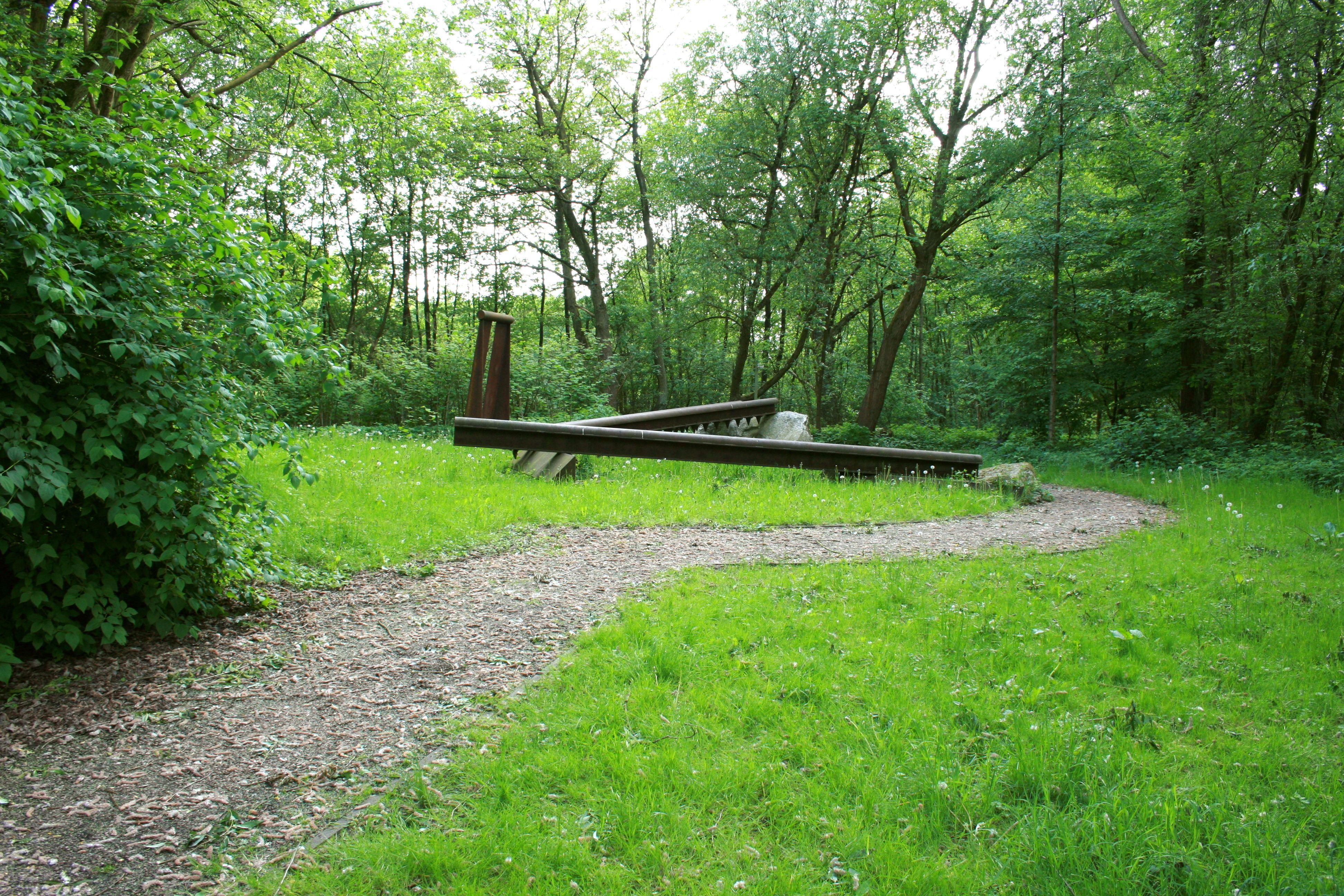
Be-Züge (1985) in Neuenkirchen
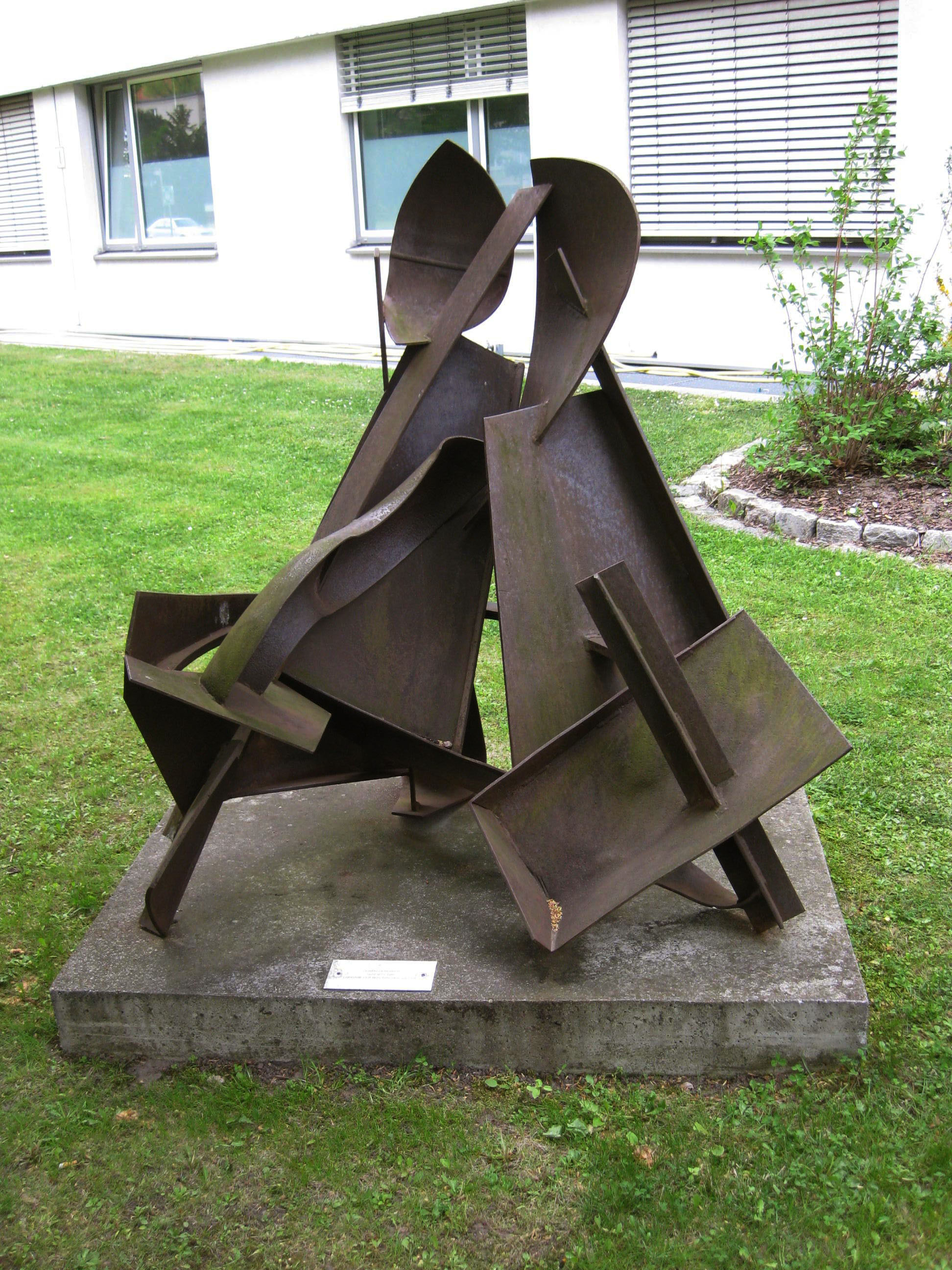
Serenity (1986) in Berlin
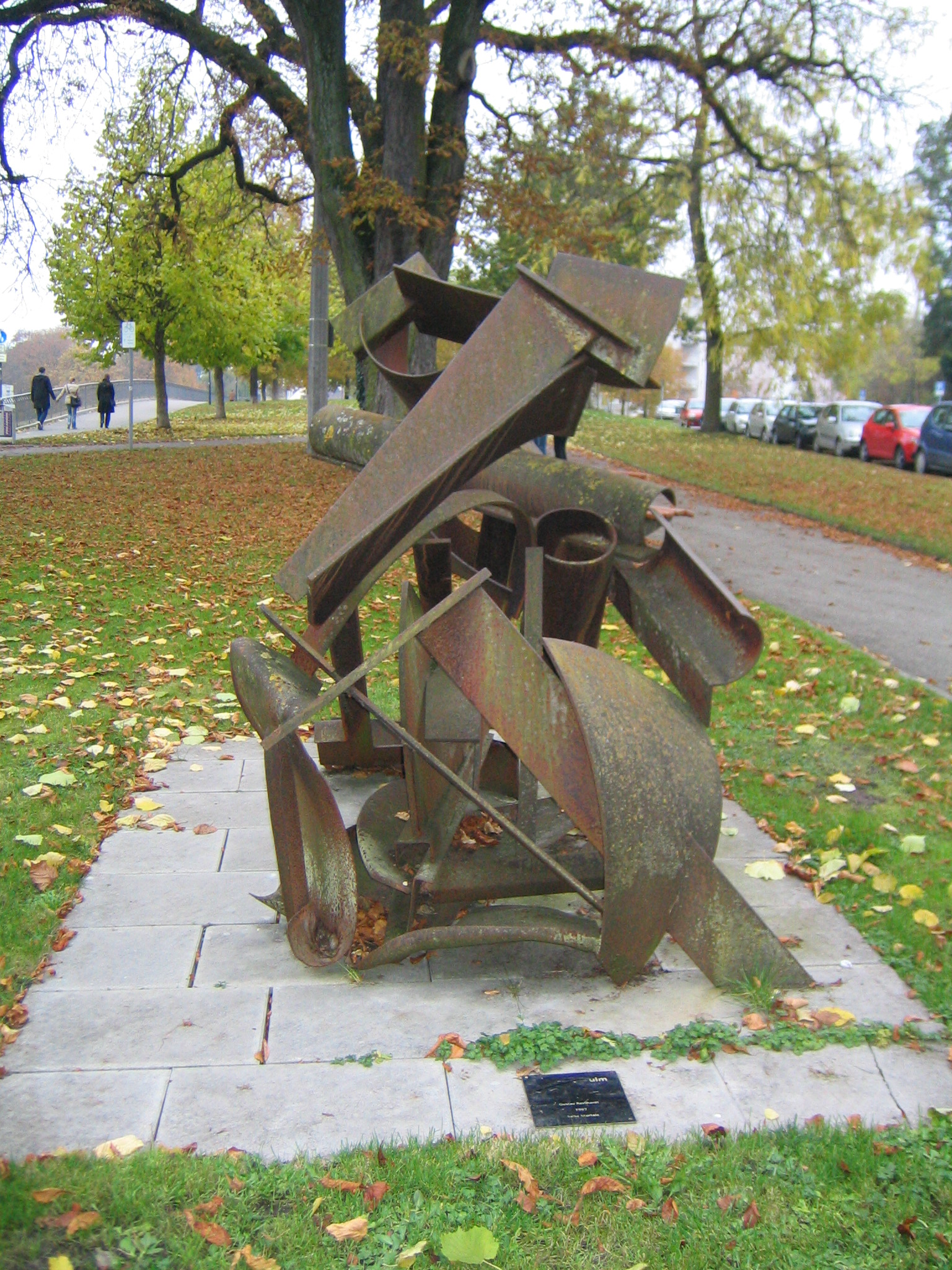
Salto Mortale (1993) in Ulm
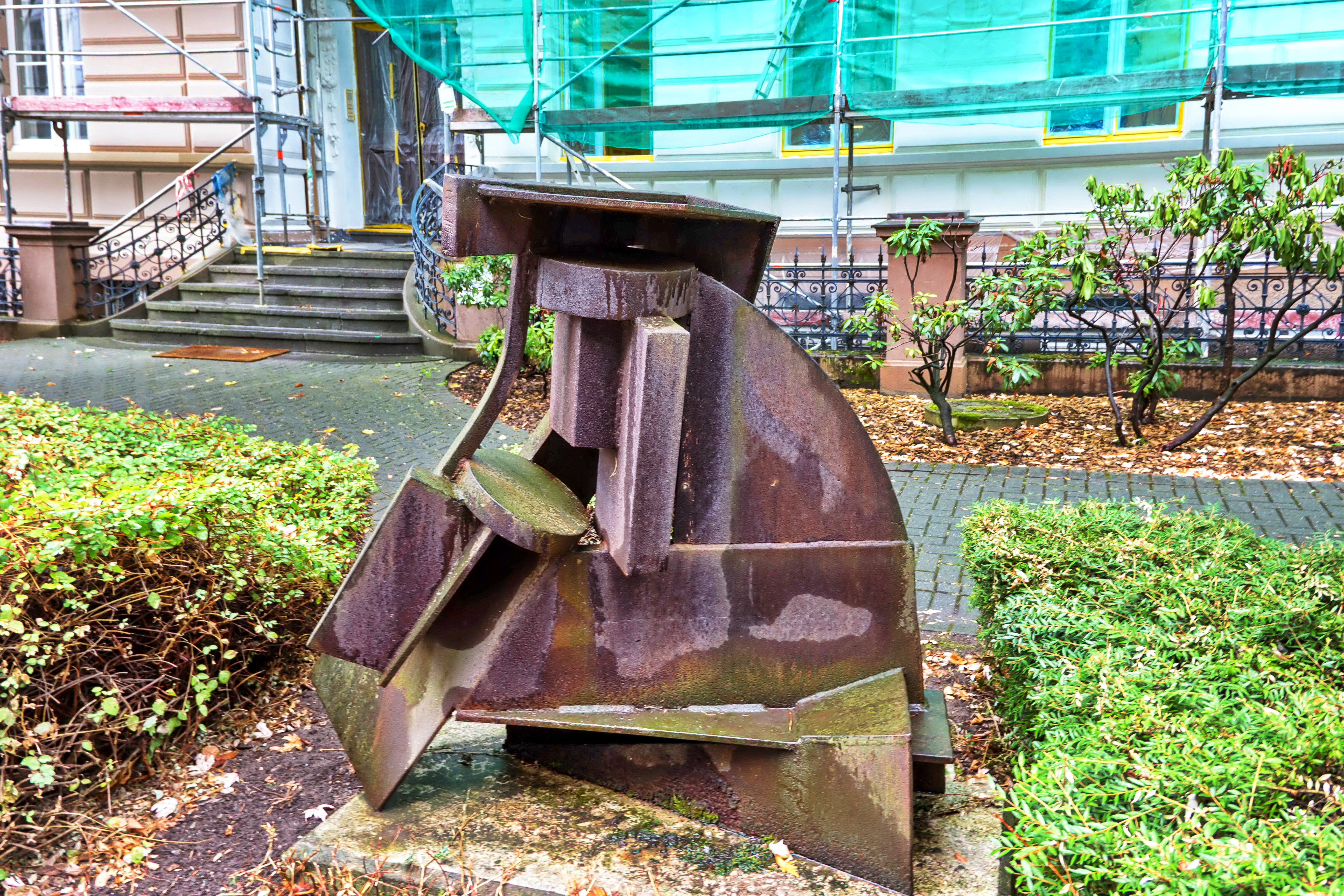
Gentildonna II (1983) in Bonn